# جون ويلارد كلاوسون
جون ويلارد كلاوسون (بالإنجليزية: John Willard Clawson)‏ هو مصور ورسام أمريكي، ولد في 18 يناير 1858 في Beehive House ‏ في الولايات المتحدة، وتوفي في 6 أبريل 1936 في سولت ليك في الولايات المتحدة.